# Liste der Wegekreuze und Bildstöcke in Beuel
Die Liste der Wegekreuze und Bildstöcke in Beuel enthält die Wegekreuze, Grabkreuze und Bildstöcke auf dem Gebiet des Bonner Stadtbezirks Beuel.
Basis sind die Bücher „Bildstöcke und Wegekreuze in der Stadt Bonn“ (zweite fortgeschriebene Auflage März 1989) und „Wegekreuze und Bildstöcke im Gebiet der Stadt Beuel“ (Ausgabe 1968).
Die Liste ist nach Ortsteilen und dann nach Straßennamen sortiert.

## Ortsteile
- Liste der Wegekreuze und Bildstöcke im Bonner Ortsteil Beuel-Mitte
- Liste der Wegekreuze und Bildstöcke im Bonner Ortsteil Beuel-Ost
- Liste der Wegekreuze und Bildstöcke im Bonner Ortsteil Geislar
- Liste der Wegekreuze und Bildstöcke im Bonner Ortsteil Hoholz
- Liste der Wegekreuze und Bildstöcke im Bonner Ortsteil Holtorf
- Liste der Wegekreuze und Bildstöcke im Bonner Ortsteil Holzlar
- Liste der Wegekreuze und Bildstöcke im Bonner Ortsteil Küdinghoven
- Liste der Wegekreuze und Bildstöcke im Bonner Ortsteil Limperich
- Liste der Wegekreuze und Bildstöcke im Bonner Ortsteil Oberkassel
- Liste der Wegekreuze und Bildstöcke im Bonner Ortsteil Pützchen-Bechlinghoven
- Liste der Wegekreuze und Bildstöcke im Bonner Ortsteil Ramersdorf
- Liste der Wegekreuze und Bildstöcke im Bonner Ortsteil Schwarzrheindorf/Vilich-Rheindorf
- Liste der Wegekreuze und Bildstöcke im Bonner Ortsteil Vilich
- Liste der Wegekreuze und Bildstöcke im Bonner Ortsteil Vilich-Müldorf